# 목포영화중학교
목포영화중학교(木浦迎華中學校)는 대한민국 전라남도 목포시 상동에 있는 사립 중학교이다.

## 학교 연혁
- 1972년 6월 17일 : 학교 법인 영화학원 설립, 초대 이사장 설립자 이경수 박사 취임
- 1984년 12월 14일 : 목포 영화중학교 설립인가 (남, 여공학 18학급)
- 1985년 3월 7일 : 초대 박장규 교장 취임
- 1988년 2월 10일 : 제1회 졸업식
- 2021년 12월 9일 : 제6대 이사장 이호균 박사 취임
- 2023년 3월 1일 : 제9대 장성호 교장 취임
- 2025년 1월 10일 : 제38회 졸업식(160명, 누계 10,556명)
- 2025년 3월 4일 : 제41회 입학식(179명)

## 참고 자료
- 목포영화중학교 - 한국교육학술정보원 학교알리미